# Souffelweyersheim
Souffelweyersheim (qui se prononce /su.fœl.va.jœr.sajm/, soufœlvayœrsaïm) est une commune située dans la circonscription administrative du Bas-Rhin et, depuis le 1er janvier 2021, dans le territoire de la Collectivité européenne d'Alsace, en région Grand Est.
Cette commune se trouve dans la région historique et culturelle d'Alsace et est dans l'agglomération de Strasbourg et fait partie de l'Eurométropole de Strasbourg.

## Géographie

### Localisation
Le village, d'une superficie de 451 hectares, est situé à 6 km au nord de Strasbourg à une altitude d'environ 140 mètres. Le chemin de halage du canal est emprunté par le grand itinéraire cyclable EuroVelo 5 (EV5 Via Romea Francigena de Londres à Rome/Brindisi). Il croise au niveau de l'écluse l'itinéraire cyclable franco-allemand de la piste des forts qui épouse l'ancienne ceinture de la place fortifiée de Strasbourg sur 85 kilomètres.
| Mundolsheim      | Reichstett        |  |
|                  | Souffelweyersheim |  |
| Niederhausbergen | Hœnheim           |  |

### Hydrographie

#### Réseau hydrographique
La commune est dans le bassin versant du Rhin au sein du bassin Rhin-Meuse. Elle est drainée par le canal de la Marne au Rhin et la Souffel,.
Le canal de la Marne au Rhin, d'une longueur totale de 314 km, et 178 écluses à l'origine, relie la Marne (à Vitry-le-François) au Rhin (à Strasbourg). Par le canal latéral de la Marne, il est connecté au réseau navigable de la Seine vers l'Île-de-France et la Normandie. Souffelweyersheim possède une halte fluviale pour les plaisanciers.
La Souffel, d'une longueur de 25 km, prend sa source dans la commune de Kuttolsheim et se jette  dans l'Ill à Strasbourg, après avoir traversé 18 communes.

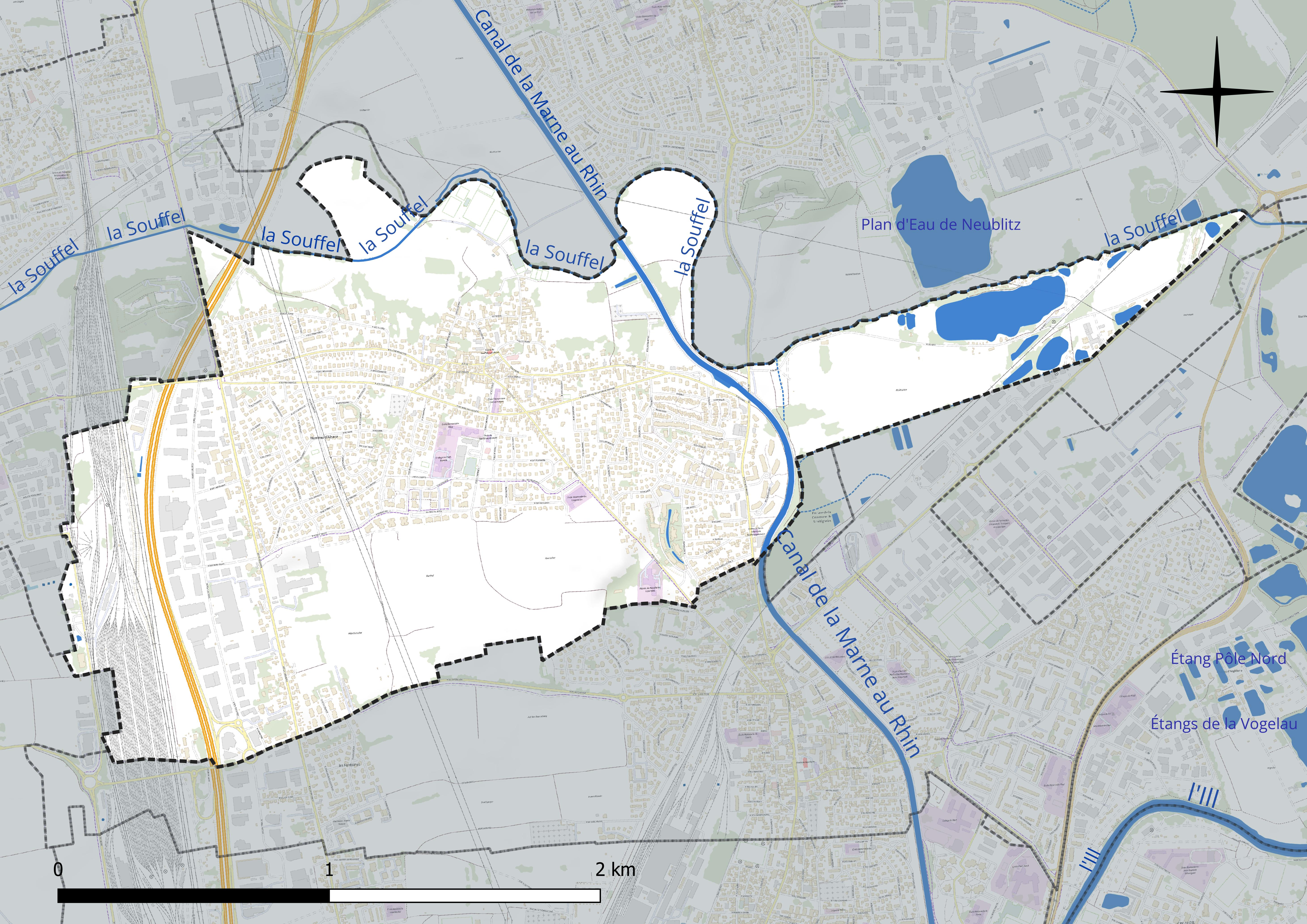
Réseau hydrographique de Souffelweyersheim.

#### Gestion et qualité des eaux
Le territoire communal est couvert par le schéma d'aménagement et de gestion des eaux (SAGE) « Ill Nappe Rhin ». Ce document de planification concerne la nappe phréatique rhénane, les cours d'eau de la plaine d'Alsace et du piémont oriental du Sundgau, les canaux situés entre l'Ill et le Rhin et les zones humides de la plaine d'Alsace. Le périmètre s’étend sur 3 596 km2. Il a été approuvé le 17 janvier 2005. La structure porteuse de l'élaboration et de la mise en œuvre est la région Grand Est.
La qualité des cours d’eau peut être consultée sur un site dédié géré par les agences de l’eau et l’Agence française pour la biodiversité.

### Climat
Pour des articles plus généraux, voir Climat du Grand Est et Climat du Bas-Rhin.
En 2010, le climat de la commune est de type climat des marges montargnardes, selon une étude du Centre national de la recherche scientifique s'appuyant sur une série de données couvrant la période 1971-2000. En 2020, Météo-France publie une typologie des climats de la France métropolitaine dans laquelle la commune est exposée à un climat semi-continental et est dans la région climatique Alsace, caractérisée par une pluviométrie faible, particulièrement en automne et en hiver, un été chaud et bien ensoleillé, une humidité de l’air basse au printemps et en été, des vents faibles et des brouillards fréquents en automne (25 à 30 jours).
Pour la période 1971-2000, la température annuelle moyenne est de 10,6 °C, avec une amplitude thermique annuelle de 17,8 °C. Le cumul annuel moyen de précipitations est de 660 mm, avec 8,9 jours de précipitations en janvier et 10,2 jours en juillet. Pour la période 1991-2020, la température moyenne annuelle observée sur la station météorologique de Météo-France la plus proche, « Strasbourg-Entzheim », sur la commune d'Entzheim à 13 km à vol d'oiseau, est de 11,4 °C et le cumul annuel moyen de précipitations est de 635,7 mm. 
La température maximale relevée sur cette station est de 38,9 °C, atteinte le 25 juillet 2019 ; la température minimale est de −23,6 °C, atteinte le 23 janvier 1942,,.
Les paramètres climatiques de la commune ont été estimés pour le milieu du siècle (2041-2070) selon différents scénarios d'émission de gaz à effet de serre à partir des nouvelles projections climatiques de référence DRIAS-2020. Ils sont consultables sur un site dédié publié par Météo-France en novembre 2022.

## Urbanisme

### Typologie
Au 1er janvier 2024, Souffelweyersheim est catégorisée ceinture urbaine, selon la nouvelle grille communale de densité à sept niveaux définie par l'Insee en 2022.
Elle appartient à l'unité urbaine de Strasbourg (partie française), une agglomération internationale regroupant 23  communes, dont elle est une commune de la banlieue,,. Par ailleurs la commune fait partie de l'aire d'attraction de Strasbourg (partie française), dont elle est une commune de la couronne,. Cette aire, qui regroupe 268 communes, est catégorisée dans les aires de 700 000 habitants ou plus (hors Paris),.

### Occupation des sols
L'occupation des sols de la commune, telle qu'elle ressort de la base de données européenne d’occupation biophysique des sols Corine Land Cover (CLC), est marquée par l'importance des territoires artificialisés (58,7 % en 2018), en augmentation par rapport à 1990 (56,5 %). La répartition détaillée en 2018 est la suivante : zones urbanisées (38,7 %), zones agricoles hétérogènes (20,3 %), zones industrielles ou commerciales et réseaux de communication (20 %), terres arables (18 %), eaux continentales (3 %). L'évolution de l’occupation des sols de la commune et de ses infrastructures peut être observée sur les différentes représentations cartographiques du territoire : la carte de Cassini (XVIIIe siècle), la carte d'état-major (1820-1866) et les cartes ou photos aériennes de l'IGN pour la période actuelle (1950 à aujourd'hui).

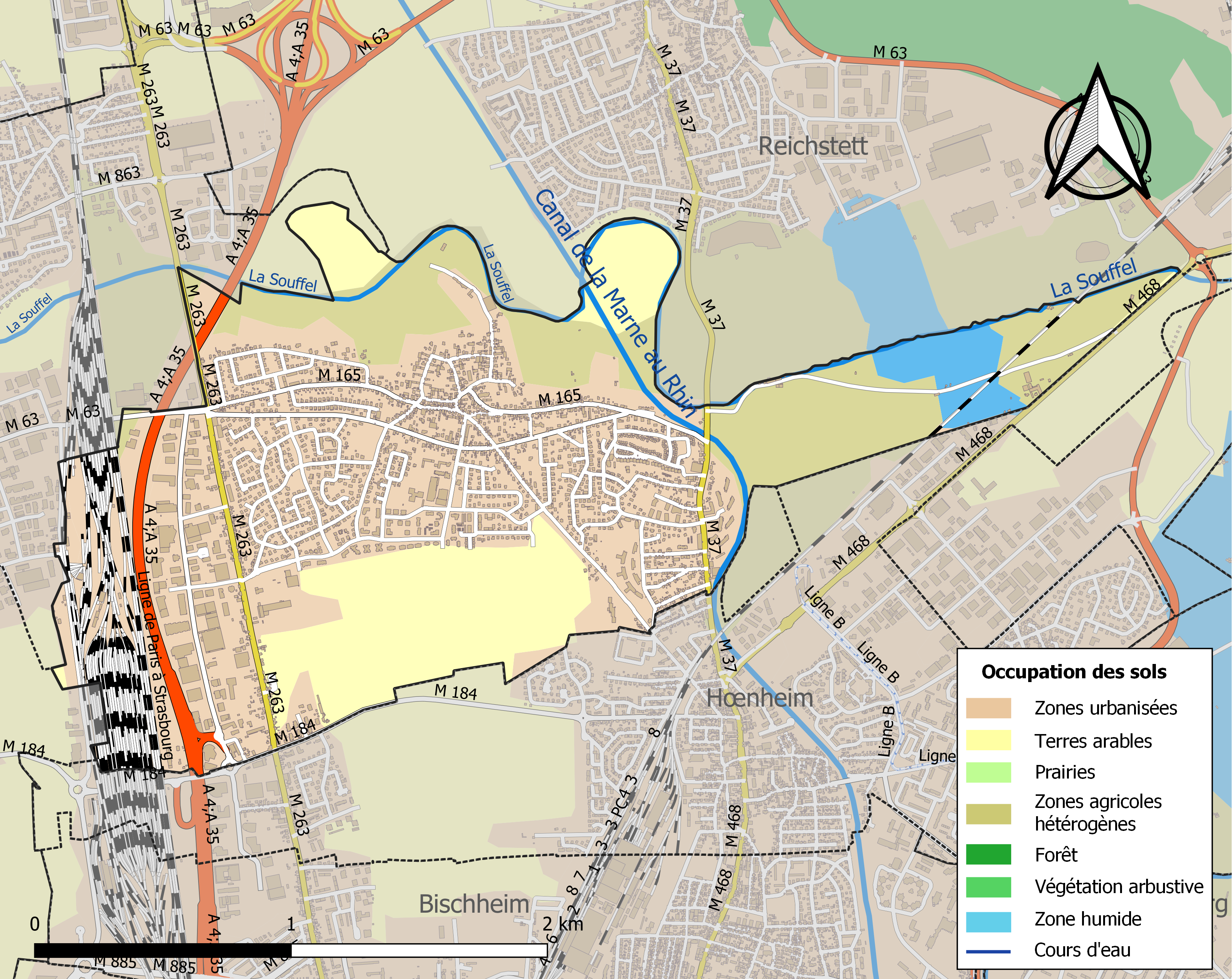
Carte des infrastructures et de l'occupation des sols de la commune en 2018 (CLC).

### Voies de communication et transports
Une grande partie du triage de Hausbergen est située sur le territoire de la commune.

## Toponymie
Le nom de la localité est attesté sous la forme Wichersheim en 1165, Wiheresheim en 1280. En 1285 apparaît le nom préfixé Suvelwihersheim. Cependant il semble que l’ancienne appellation soit restée en usage. Encore en 1320, dans une description de biens, le village est appelé Wihersheim, mais le rédacteur s’empresse de préciser « qu’on appelle ”Soufel-Weyersheim” » (Wihersheim dem man küt Suvelwihersheim). Aujourd'hui ce serait l'équivalent de Weyersheim-sur-Souffel.
Le préfixe "Souffel" a probablement été donné au village pour le différencier du Weyersheim du canton de Brumath (Wihersheim zum Turme, 1267).
L’étymologie populaire du nom de Souffelweyersheim, le « village du vivier sur la Souffel. » est difficilement soutenable.
Pour Souffel, voir à ce nom.
En dialecte alsacien, Souffelweyersheim se prononce « suffel + vir + cheu ».
La prononciation de Souffelweyersheim en français est « souffel + vaille + erre + sa + imm » (et surtout pas « cha + imm » !).
Dans la seconde moitié du XXe siècle, avec le recul de l'usage du dialecte alsacien, s'est installée l'habitude de désigner le village par « Souffel », forme raccourcie de sa dénomination administrative officielle.

## Histoire
En 1790, sur proposition de Schiltigheim, intervient le partage du ried de l'Ill, jusqu'alors pâturage public commun à Souffelweyersheim, Hœnheim, Bischheim, Adelshoffen et Schiltigheim.
En 1792, les émigrés, alliés avec les Austro-Prussiens débutent les hostilités pour reprendre le pouvoir en France. D'octobre à décembre 1793, les combats entre les troupes de la République française et des Austro-Prussiens se stabilisent sur un front Hœnheim - Griesheim-sur-Souffel - Dingsheim avant que les troupes austro-prussiennes ne soient repoussées hors de l'Alsace en janvier 1794.
En 1813, la campagne de Russie de Napoléon Ier se termine en catastrophe, il parvient difficilement à rejoindre la France, mais les troupes de la coalition le suivent. En janvier 1814, les troupes françaises se replient à Strasbourg devant les attaques des cosaques qui s'installent à Hœnheim, Bischheim et Schiltigheim. Puis, Napoléon Ier, battu, fut banni à l'île d'Elbe. Cependant son évasion entraîna le retour des troupes coalisées qui venaient juste de se retirer. À la suite de la défaite de Waterloo, le général Jean Rapp, ayant eu vent d'intentions d'annexion de l'Alsace, se rangea sous les ordres de Louis XVIII et continua à se battre sur la Souffel, aux portes de Hœnheim.
Le 28 juin 1815 a eu lieu la bataille de Souffelweyersheim-Hœnheim, opposant le général Rapp et le Kronprinz de Wurtemberg. Les 16 000 hommes du général Rapp ne purent battre les 42 000 hommes des troupes de la coalition, mais en représailles, les Wurtembergeois incendient le village. Le maire, George Schaeffer, et 17 habitants du village sont conduits au quartier général ennemi, à Vendenheim, pour y être exécutés. C'est grâce à des interventions courageuses, notamment celle du pasteur Dannenberger, que les otages sont graciés.
Le 29 juin 1815, lendemain de la bataille de La Souffel, le Kronprinz de Wurtemberg fait incendier le village de Souffelweyersheim. Il faudra tout le XIXe siècle pour reconstruire le village. Toutes les maisons à colombage de Souffelweyersheim datent de cette époque (de 1816 à 1820).
1852 fut l'année de l'inauguration de deux nouvelles voies de communication passant par le territoire de Souffelweyersheim. La première est le canal de la Marne au Rhin qui relie Vitry-le-François à Strasbourg. La seconde est la ligne de chemin de fer Paris-Strasbourg.
Le 19 juillet 1870 débuta la Guerre franco-prussienne de 1870-1871. Le 7 août, au lendemain de la bataille de Frœschwiller-Wœrth, les troupes Allemandes arrivent à Souffelweyersheim. Les troupes s'installèrent à Reichstett et commencèrent le siège de Strasbourg le 12 août, charge aux habitants des alentours de pourvoir à l'approvisionnement des troupes. Le 27 septembre, Strasbourg, incendié par les bombardements continus, se rend. Le traité de Francfort, signé le 10 mai 1871 met fin à la guerre, parmi les conditions la France doit céder les trois départements de l'Alsace-Moselle, conservant uniquement le Territoire de Belfort.
En 1906, la gare de triage de Hausbergen est inaugurée. Elle s'étend sur le territoire de plusieurs communes dont Souffelweyersheim.
Le 2 septembre 1939, les habitants des communes en avant de la ligne Maginot sont évacués dans la vallée de la Bruche. Le 3 septembre 1939 le Royaume-Uni, l'Australie, la Nouvelle-Zélande (à 11 h) et la France (à 17 h) déclarent la guerre à l'Allemagne. Le 9 septembre, un deuxième voyage attend les habitants évacués, cette fois-ci destination le Sud de la France, ils ne reviendront en Alsace, annexée de fait par les Allemands, qu'en août 1940.
Le 23 novembre 1944, Strasbourg est libérée par la 2e DB du général Leclerc, qui laisse aux Forces françaises de l'intérieur locaux le soin de libérer les faubourgs. En janvier 1945, la bataille des Ardennes entraine un redéploiement des troupes Alliées et une offensive Allemande sur le Nord de l'Alsace. Le général de Gaulle refuse l'ordre américain d'évacuer Strasbourg et les troupes françaises finissent par repousser l'offensive Allemande qui était arrivée jusqu'à Offendorf. Cependant Souffelweyersheim et ses alentours restèrent sous le feu des batteries allemandes jusqu'en avril 1945.
Une loi de 1966 créa la communauté urbaine de Strasbourg et y intégra Souffelweyersheim.
1970 vit l'achèvement de la construction de l'autoroute A34 Metz - Strasbourg, plus tard absorbée par l'autoroute A4 reliant Paris à Strasbourg, longeant le triage de Hausbergen.
Une locomotive électrique de la SNCF, la BB 26002, a été baptisée à Souffelweyersheim.

## Politique et administration

### Liste des maires
| Période         | Période                       | Identité                          | Étiquette    | Qualité |
| --------------- | ----------------------------- | --------------------------------- | ------------ | --- |
| 1944            | 1945                          | Alfred Vix                        |              | Boulanger |
| 1945            | 1952 (démission)              | Aloyse Hanssen                    |              | Sous-directeur de banque |
| 1952            | mars 1965                     | Aloyse Lorentz (1914-2005)        |              | Chef comptable |
| mars 1965       | 1966 (démission)              | Albert Bucher                     |              | Directeur d'agence bancaire CIAL |
| 1966            | mars 1983                     | Robert Babilon (1916-2015)        |              | Chef de bureau au Génie, maire honoraire |
| mars 1983       | 25 juin 1995                  | Raymond Vetterhoeffer (1931-2022) | UDF-CDS      | Cadre de direction, maire honoraire Adjoint au maire (1977 → 1983) |
| 25 juin 1995    | 14 septembre 2009 (démission) | André Reichardt                   | RPR puis UMP | Directeur général de Chambre des métiers Conseiller régional d'Alsace (1998 → 2015) Président intérimaire du conseil régional d'Alsace (2009 → 2010) Vice-président du conseil régional d'Alsace (1998 → 2009)                                    |
| 5 octobre 2009  | 17 mai 2010                   | Patrick Kurtz                     | DVD          | Enseignant retraité, maire honoraire Adjoint au maire (1995 → 2009 et 2010 → 2014) |
| 17 mai 2010     | 10 janvier 2011 (démission)   | André Reichardt                   | UMP          | Directeur général de Chambre des métiers Sénateur du Bas-Rhin (2010 → ) Conseiller régional d'Alsace (1998 → 2015) Président intérimaire du conseil régional d'Alsace (2009 → 2010) 1er vice-président du conseil régional d'Alsace (2010 → 2015) |
| 10 janvier 2011 | En cours (au 31 mai 2020)     | Pierre Perrin                     | UDI          | Infirmier libéral Vice-président de l'Eurométropole de Strasbourg (? → 2020) Vice-président de la CTS Réélu pour le mandat 2020-2026 |

### Élections municipales du 15 mars 2020
À la suite du premier tour des élections municipales du 15 mars 2020, la liste "Vivons Souffel Ensemble" est élue avec 86,57 % des suffrages exprimés.

### Jumelages
La commune de Souffelweyersheim est jumelée avec la ville de Peymeinade, située dans les Alpes-Maritimes.

## Population et société

### Démographie

#### Évolution démographique
L'évolution du nombre d'habitants est connue à travers les recensements de la population effectués dans la commune depuis 1793. Pour les communes de moins de 10 000 habitants, une enquête de recensement portant sur toute la population est réalisée tous les cinq ans, les populations de référence des années intermédiaires étant quant à elles estimées par interpolation ou extrapolation. Pour la commune, le premier recensement exhaustif entrant dans le cadre du nouveau dispositif a été réalisé en 2006.

En 2022, la commune comptait 8 182 habitants, en évolution de +4,1 % par rapport à 2016 (Bas-Rhin : +3,17 %, France hors Mayotte : +2,11 %).
| 1793 | 1800 | 1806 | 1821 | 1831 | 1836 | 1841 | 1846 | 1851 |
| ---- | ---- | ---- | ---- | ---- | ---- | ---- | ---- | ---- |
| 423  | 475  | 528  | 662  | 686  | 720  | 676  | 668  | 704  |

| 1856 | 1861 | 1866 | 1871 | 1875 | 1880 | 1885 | 1890 | 1895 |
| ---- | ---- | ---- | ---- | ---- | ---- | ---- | ---- | ---- |
| 691  | 671  | 708  | 713  | 716  | 781  | 826  | 915  | 955  |

| 1900 | 1905  | 1910  | 1921  | 1926  | 1931  | 1936  | 1946  | 1954  |
| ---- | ----- | ----- | ----- | ----- | ----- | ----- | ----- | ----- |
| 990  | 1 100 | 1 212 | 1 170 | 1 289 | 1 624 | 1 936 | 2 052 | 2 340 |

| 1962  | 1968  | 1975  | 1982  | 1990  | 1999  | 2006  | 2011  | 2016  |
| ----- | ----- | ----- | ----- | ----- | ----- | ----- | ----- | ----- |
| 2 750 | 3 144 | 3 978 | 4 012 | 5 591 | 6 017 | 6 219 | 7 548 | 7 860 |

| 2021  | 2022  | - | - | - | - | - | - | - |
| ----- | ----- | - | - | - | - | - | - | - |
| 8 120 | 8 182 | - | - | - | - | - | - | - |

#### Pyramide des âges
La population de la commune est plus âgée que celle du département. En 2019, le taux de personnes d'un âge inférieur à 30 ans s'élève à 32,5 %, soit un taux inférieur à la moyenne départementale (35,8 %). Le taux de personnes d'un âge supérieur à 60 ans (27,3 %) est supérieur au taux départemental (24,5 %).
En 2019, la commune comptait 3 839 hommes pour 4 155 femmes, soit un taux de 51,98 % de femmes, supérieur au taux départemental (51,37 %).
Les pyramides des âges de la commune et du département s'établissent comme suit :
| Hommes | Classe d’âge | Femmes |
| ------ | ------------ | ------ |
| 0,4    | 90 ou +      | 1,7    |
| 7,2    | 75-89 ans    | 10,1   |
| 17,2   | 60-74 ans    | 17,9   |
| 20,6   | 45-59 ans    | 20,7   |
| 20,6   | 30-44 ans    | 18,6   |
| 17,3   | 15-29 ans    | 15,7   |
| 16,6   | 0-14 ans     | 15,4   |

| Hommes | Classe d’âge | Femmes |
| ------ | ------------ | ------ |
| 0,6    | 90 ou +      | 1,6    |
| 6,6    | 75-89 ans    | 8,7    |
| 16,2   | 60-74 ans    | 16,7   |
| 20,7   | 45-59 ans    | 20     |
| 19     | 30-44 ans    | 18,8   |
| 19,5   | 15-29 ans    | 18,5   |
| 17,5   | 0-14 ans     | 15,7   |

### Sports et loisirs
Souffelweyersheim compte plus d'une quarantaine d'associations actives dans la commune.

#### Sports
17 associations sportives (dont le et le Souffel Escrime Club où Vincent Anstett est licencié).

##### Basket-ball
- Basket Club de Souffelweyersheim qui évolue en Pro B

#### Escrime
- Souffel Escrime Club où Vincent Anstett est licencié

##### Football Américain
- Le Géant, club évoluant en Casque d'Argent

#### Loisirs
2 écoles municipales de danse (jazz et classique), 1 École Municipale de Musique (ÉMUS), 1 École Municipale des Arts et des Sports (ÉMAS), 1 orchestre (l'OHSouffel) ainsi que 6 associations à portée plus civique.

## Culture locale et patrimoine

### Lieux et monuments

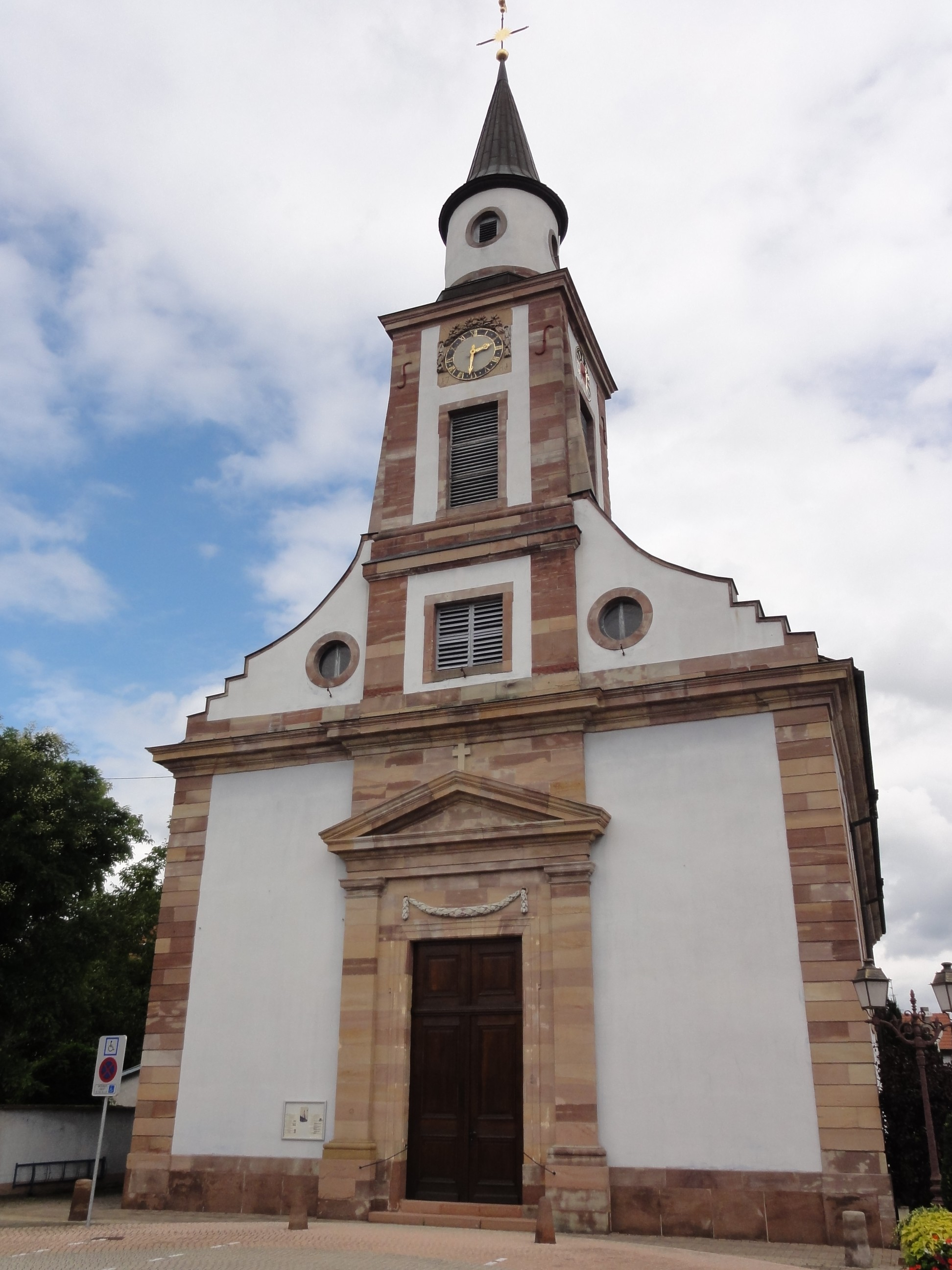
Église Saint-Georges.

L'église Saint-Georges fut construite en 1781 dans le style néo-classique. D'après le style de la façade, les plans sont probablement de Nicolas-Alexandre Salins dit de Monfort, architecte de l'évêché. Actuellement[Quand ?], seule une partie de la tour est d'origine. En 1935, l'église a été agrandie de trois travées.

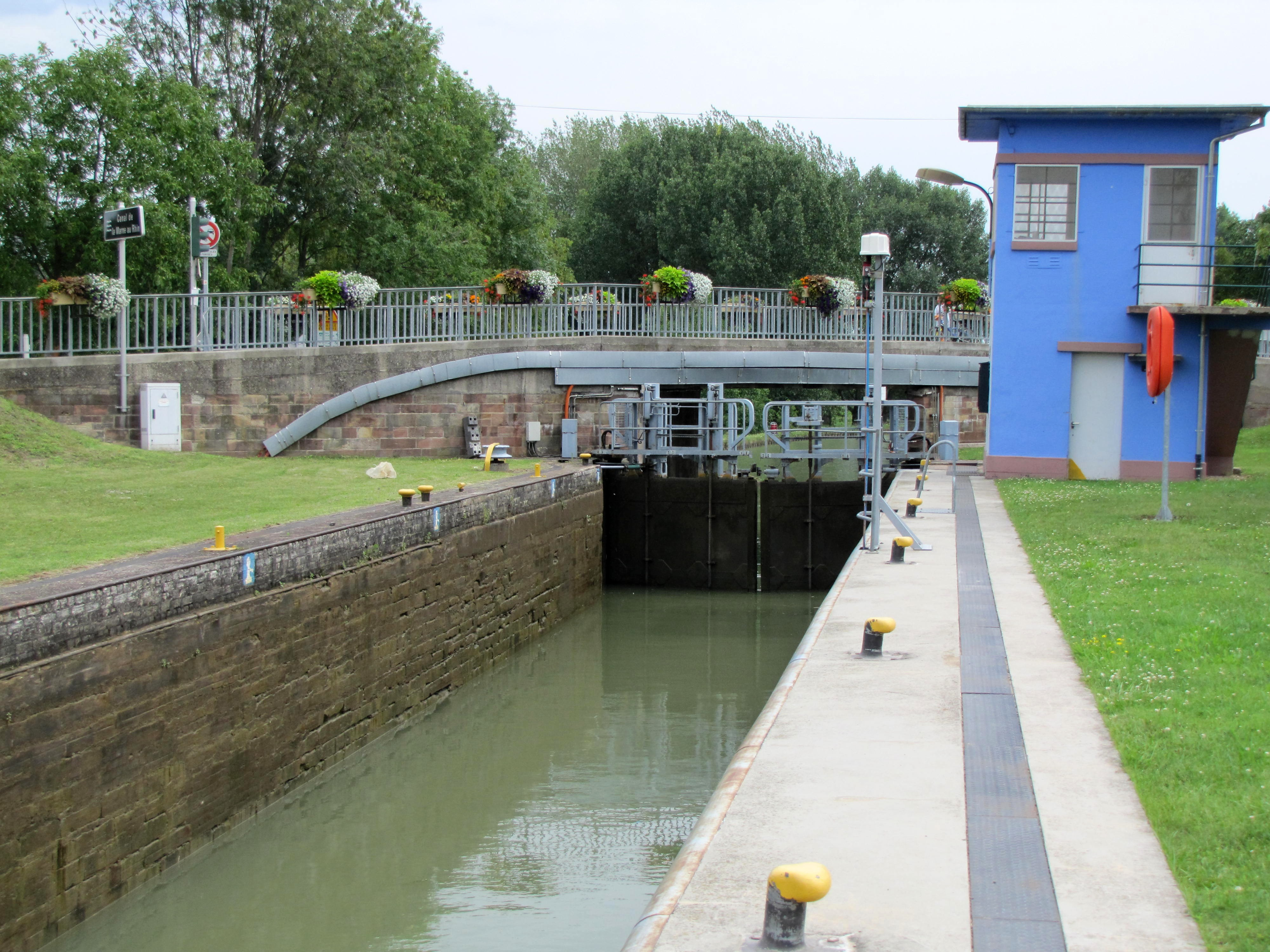
Écluse sur le canal de la Marne au Rhin.
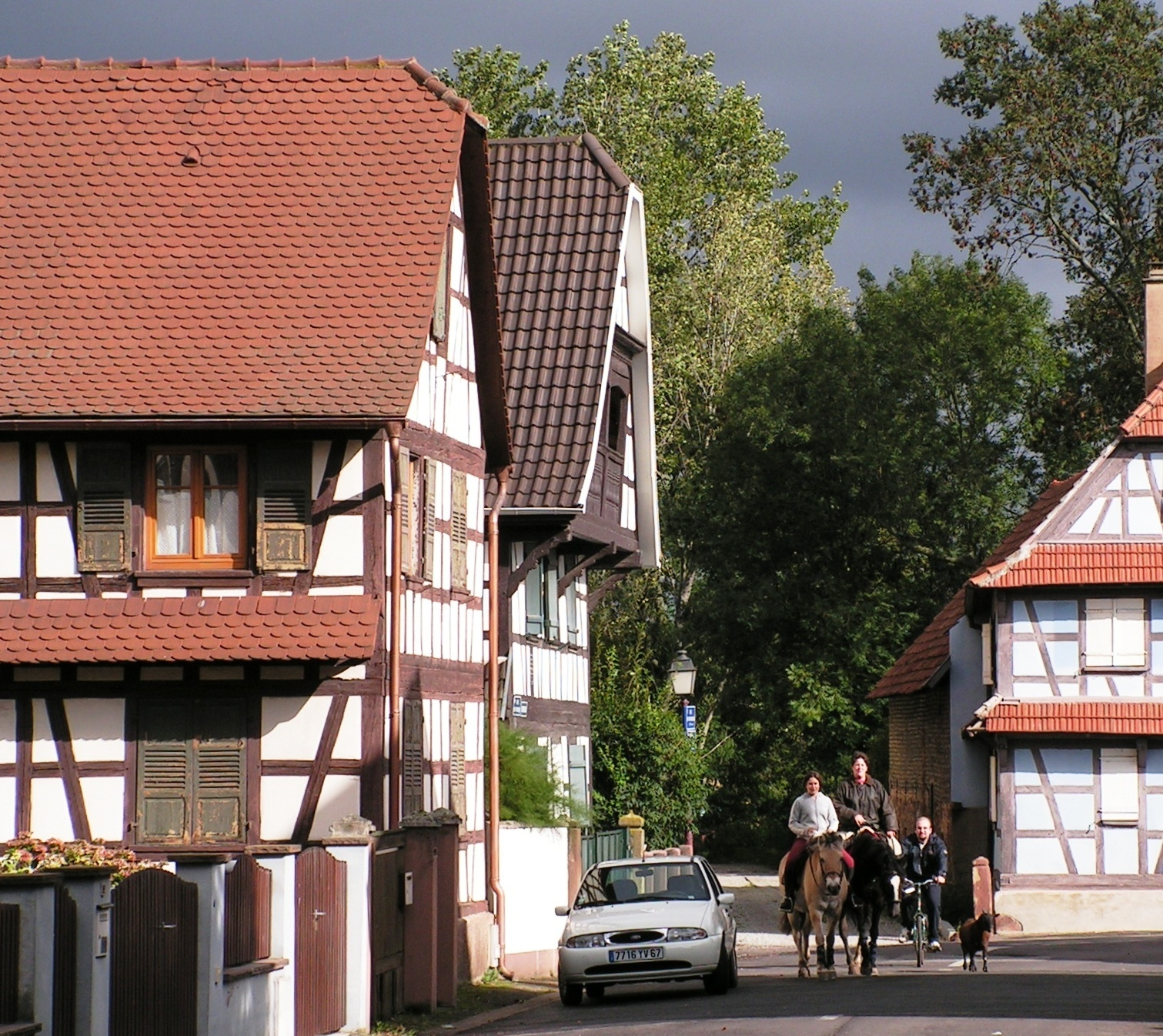
Maisons à colombages dans Souffelweyersheim.
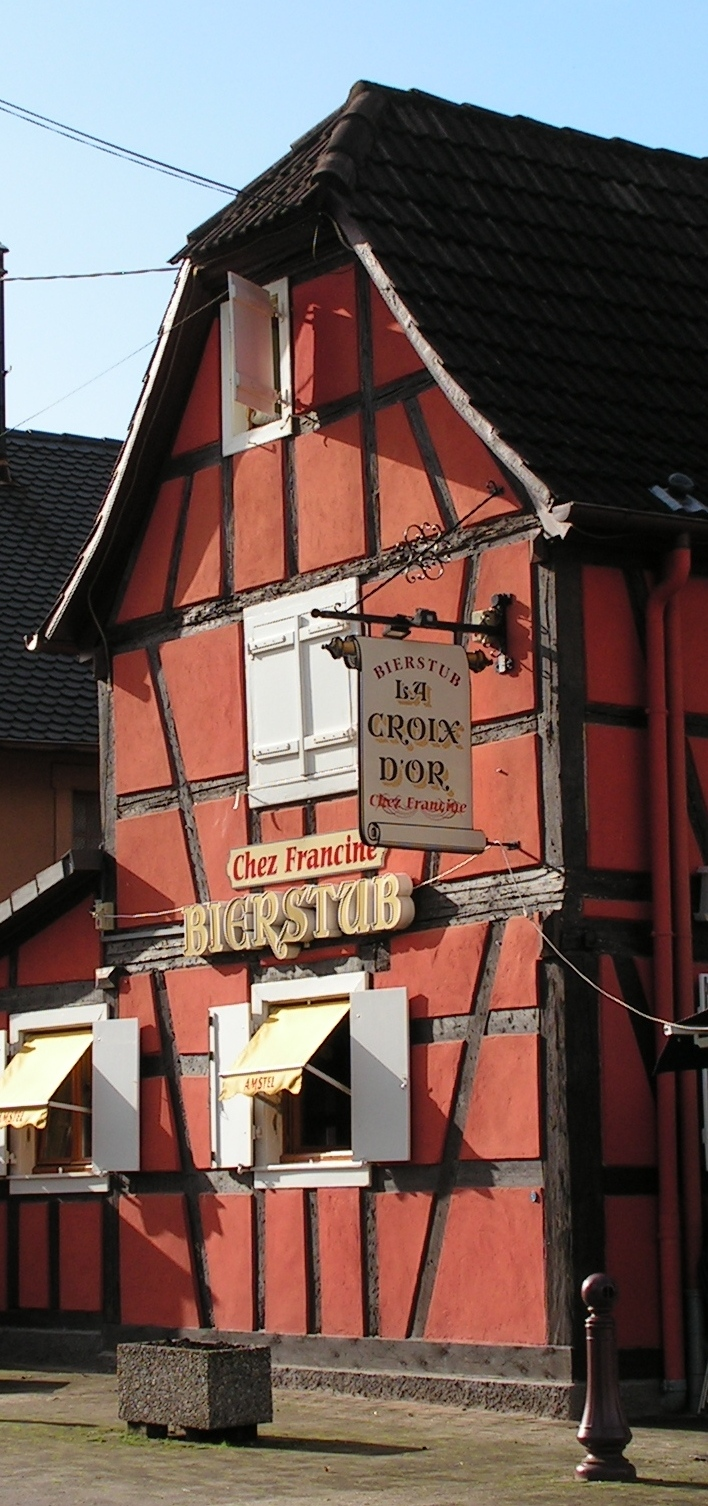
Maisons à colombages dans Souffelweyersheim.

### Personnalités liées à la commune
- Aloïse Lorentz (1858-1910), horloger et facteur d'orgues né dans la commune[28] ;
- Vincent Anstett, escrimeur français et champion olympique par équipe lors des Jeux Olympiques de Pékin est licencié dans le club d'Escrime de Souffelweyersheim.

### Héraldique
| Blason de Souffelweyersheim | Blason  | Parti : au premier d'argent à la croix de gueules, au second de gueules à bande d'argent. |
| Blason de Souffelweyersheim | Détails |                                                                                           |

## Pour approfondir